# Rainer Hönisch

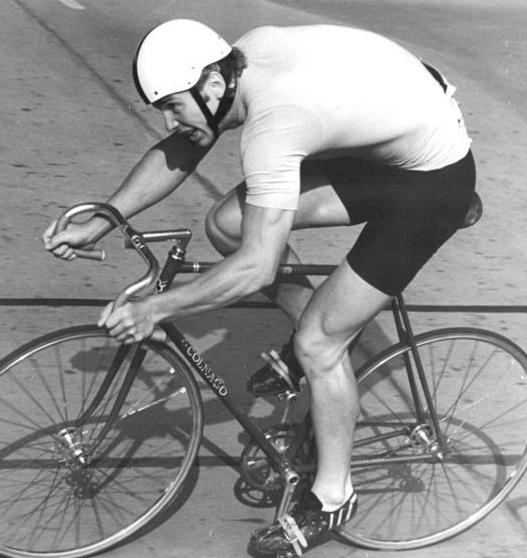
Rainer Hönisch im Jahr 1978

Rainer Hönisch (* 21. Januar 1959 in Seelow) ist ein ehemaliger deutscher Radrennfahrer und Junioren-Weltmeister im Radsport.

## Sportliche Laufbahn
Hönisch war Bahnradsportler und in der DDR aktiv. Er startete von früher Jugend an für den SC Dynamo Berlin, nachdem er mit dem Radsport bei der SG Dynamo Seelow begonnen hatte. 1975 wurde er bei der Kinder- und Jugendspartakiade der DDR Sieger im Sprint der Klasse Jugend B mit 11,7 Sekunden für die letzten 200 Meter, was neuen DDR-Rekord für diese Altersklasse bedeutete. Er gewann auch das 500-Meter-Zeitfahren in neuer Rekordzeit von 34,1 Sekunden, was auch einen neuen Rekord der Männerklasse bedeutete. 1977 errang er dann den größten Erfolg seiner sportlichen Laufbahn, als er bei den UCI-Weltmeisterschaften der Junioren im 1000-Meter-Zeitfahren die Goldmedaille gewann. Bei den UCI-Bahnweltmeisterschaften der Elite wurde er 1978 Dritter auf dieser Zeitfahrstrecke. Im selben Jahr war er ebenfalls Dritter bei den DDR-Meisterschaften hinter dem Sieger Lothar Thoms. In den folgenden beiden Jahren wurde er jeweils Zweiter der nationalen Titelkämpfe über die 1000-Meter-Distanz. Auch bei den DDR-Meisterschaften auf der Bahn in der Werner-Seelenbinder-Halle in Berlin (Winterbahn-Meisterschaft) stand er mehrfach im Zeitfahren und in der Mannschaftsverfolgung auf dem Podium.